# بونتی (کالیفرنیا)
بونتی (به انگلیسی: Bonetti) یک منطقهٔ مسکونی در ایالات متحده آمریکا است که در شهرستان ال دورادو، کالیفرنیا واقع شده‌است. بونتی ۱٬۴۱۲ متر بالاتر از سطح دریا واقع شده‌است.